# Séânkhibrê Amény-Antef-Amenemhat
Pour les articles homonymes, voir Amenemhat.
Séânkhibrê Amény-Antef-Amenemhat est un roi de la XIIIe dynastie dont le règne se situe vers -1788 à -1785 (selon K. S. B. Ryholt) ou -1730 à -1724 (selon D. Franke).

## Attestations

### Sources contemporaines
Séânkhibrê est attesté par quelques objets contemporains. Il s'agit notamment de deux sceaux-cylindres provenant de la bibliothèque el-Mahamid el-Qibli de Haute-Égypte, dont l'un est dédié au Seigneur Sobek de Soumenou,,. Une table d'offrandes portant le cartouche de Séânkhibrê a été découverte à Karnak et se trouve actuellement au Musée égyptien, CG 23040,. Une stèle d'Abydos mentionne un fonctionnaire, Séânkhibrê-Séneb-Sénebefeni, dont le nom, probablement basilophore, est dédié à Séânkhibrê. Une architrave provenant d'une tombe privée de la nécropole d'Héliopolis porte le nom de Séânkhibrê à l'intérieur d'un cartouche,. Cependant, des recherches récentes indiquent que ce dernier monument pourrait appartenir à un autre roi portant un nom similaire, Séânkhibtaouy Séânkhibrê.

### Sources postérieures
Séânkhibrê Amenemhat est inscrit sur le Canon royal de Turin, une liste de rois rédigée au début de la période ramesside et qui sert de source historique principale concernant la Deuxième Période intermédiaire. Selon la lecture du papyrus par l'égyptologue danois Kim Ryholt, Séânkhibrê Amenemhat apparaît dans la 7e colonne, 10e ligne sous son nom de Nesout-bity Séânkhibrê,.
Séânkhibrê Amenemhat est également mentionné sur la liste royal de Karnak, entrée 37.

## Interprétation du nom de Sa-Rê
Son nom de Sa-Rê complet étant Amény-Antef-Amenemhat, il s'agit d'un nom multiple comme plusieurs autres souverains du début de la XIIIe dynastie en ont porté. Ce nom a été interprété de différentes manières :
- selon Ryholt, il s'agit de noms filiaux, le dernier étant le vrai nom du souverain, le premier ou, en l'occurrence ici, les deux premiers font référence au père et grand-père du roi[1]. Ryholt fait donc de Séânkhibrê un roi nommé Amenhemhat dont le père se nommait Antef et le grand-père Amenemhat (Amény est le diminutif d'Amenemhat), assimilé au roi Sekhemkarê Amenemhat.
- selon Julien Siesse, les noms doubles ou triples ne sont pas des noms filiaux. En effet, il note que les doubles noms sont très courants à cette époque, que ce soit chez les particuliers ou dans la famille royale. Ce double nom est en effet un nom principal pour l'un et un surnom pour l'autre. Ils permettent de différencier les membres d'une même famille ayant le même nom principal. Dans les familles royales des différents rois de la XIIIe dynastie, plusieurs princes et princesses sont connus avec des doubles noms. Julien Siesse donne comme exemple les princes de la famille du roi Khâneferrê Sobekhotep : Sobekhotep-Djadja, Sobekhotep-Méjou et Haânkhef-Iykhernéféret[10]. Ainsi, il interprète le nom complet du roi comme étant bien Amény-Antef-Amenemhat sans que cela ne fasse référence à ses père et grand-père[11].

## Famille
L'interprétation faite des noms multiples change la reconstruction de la famille roayle du roi. Ainsi, différentes reconstructions s'opposent.

### Point de vue de Kim Ryholt
Kim Ryholt propose que Séânkhibrê Amenemhat était membre d'une famille royale plus large comprenant les rois Sekhemkarê Amenemhat V, Amény-Qémaou, Hotepibrê Qémaou-Sahornedjhéritef et Ioufeni. Ainsi, Sekhemkarê Amenemhat V aurait été suivi par son fils Amény-Qémaou (Ameny étant le diminutif du nom Amenemhat), ce dernier étant suivi par Hotepibrê Qémaou-Sahornedjhéritef. Séânkhibrê Amény-Antef-Amenemhat ferait également partie de la famille, étant le fils d'un Antef et le petit-fils de Sekhemkarê Amenemhat. Un Antef, qualifié de Fils du Roi, est attesté par des scarabées datant de ce début de la XIIIe dynastie. Le prédécesseur de Séânkhibrê Amenemhat, le roi Ioufeni, ferait également partie de cette famille, bien que sa relation précise avec les autres membres ne puisse être établie en raison du manque de matériel datant de son très court règne. Moins de dix ans après le règne de Séânkhibrê Amény-Antef-Amenemhat, un roi nommé Amenemhat-Renséneb est monté le trône. Suivant la même logique, il serait le fils d'un roi Amenemhat qui pourrait être Séânkhibrê Amény-Antef-Amenemhat ou l'un des rois intermédiaires.

### Point de vue de Julien Siesse
Julien Siesse réfute la théorie des noms filiaux. Ainsi, selon lui, on ne peut rien déduire de la famille du roi si ce n'est qu'il y avait peut-être plusieurs Amenemhat. Il était donc peut-être lié familialement à ses prédécesseurs chez lesquels plusieurs Amenemhat son présents, mais sans pour autant connaître exactement la nature de ces liens.

## Étendue du territoire contrôlé
Il n'est pas clair si Séânkhibrê a régné ou non sur toute l'Égypte. Il avait probablement le contrôle de la Basse-Nubie, qui avait été conquise pendant la XIIe dynastie et ne serait pas abandonnée avant au moins soixante ans. Son contrôle sur la Basse-Égypte est débattu. Ryholt pense que la XIVe dynastie cananéenne existait déjà à l'époque, formant un royaume indépendant contrôlant au moins le delta oriental du Nil. Si cette analyse est acceptée par certains spécialistes, dont Gae Callender, Janine Bourriau et Darrell Baker,,, elle est rejetée par d'autres, dont Manfred Bietak, James et Susan Allen, Daphna Ben-Tor et Julien Siesse qui affirment que la XIVe dynastie ne pouvait pas exister avant le roi Khâneferrê Sobekhotep,,, voire avant la fin de la XIIIe dynastie.